# Key Largo (localité de Floride)
Pour les articles homonymes, voir Key Largo.
Key Largo est une census-designated place (CDP) située dans le comté de Monroe, en Floride.